# 米娜·桑德沃尔
米娜·桑德沃爾（Mina Sundwall，2001年10月23日—），是一个美国女演员，因參與《麦琪的计划》、《扣押幸福》、《#恐怖》而著名。
她在2018年的電視劇《迷失太空》中扮演佩妮·鲁滨逊的角色，該劇重拍自1965年同名系列電視劇。

## 簡歷
桑德沃爾出生于2001年10月23日的纽约，她在那裡长大。2012年她第一次出现在电视系列纪录片《名人鬼故事》。 她出現于2014年的《法律与秩序：特殊受害者》。 2015年，她出演了浪漫的喜剧电视剧《麦琪的计划》、惊悚片《扣押幸福》 和恐怖电影《#恐怖》。 在2018年4月播出的Netflix《迷失太空》系列第一个季度，她扮演角色“佩妮·鲁滨逊”。

## 作品
| 年     | 标题                                 | 作用        |
| ------ | ------------------------------------ | ----------- |
| 2012年 | 《名人鬼故事》                       | 凯西        |
| 2014年 | 《一个好的婚姻》                     | 小佩特拉    |
| 2014年 | 《法律与秩序：特殊受害者》（S16 E6） | 米娅·哈里斯 |
| 2015年 | 《玛的计划》                         | 贾斯汀      |
| 2015年 | 《扣押幸福》                         | 玛雅·凱爾德 |
| 2015年 | 《#恐怖》                            | 弗朗西斯    |
| 2018年 | 《太空迷航》                         | 潘妮·羅賓森 |